# Andreas Boeker
| 172269 Tator        | 9 ottobre 2002   |
| 217576 Klausbirkner | 29 dicembre 2007 |

Andreas Boeker (1964) è un astronomo amatoriale tedesco.
Il Minor Planet Center gli accredita la scoperta di due asteroidi, effettuate tra il 2002 e il 2007, entrambi in collaborazione con Axel Martin.
Gli è stato dedicato, in condivisione con la moglie Karolin Kleemann-Boeker, l'asteroide 29483 Boeker.